# Üxheim

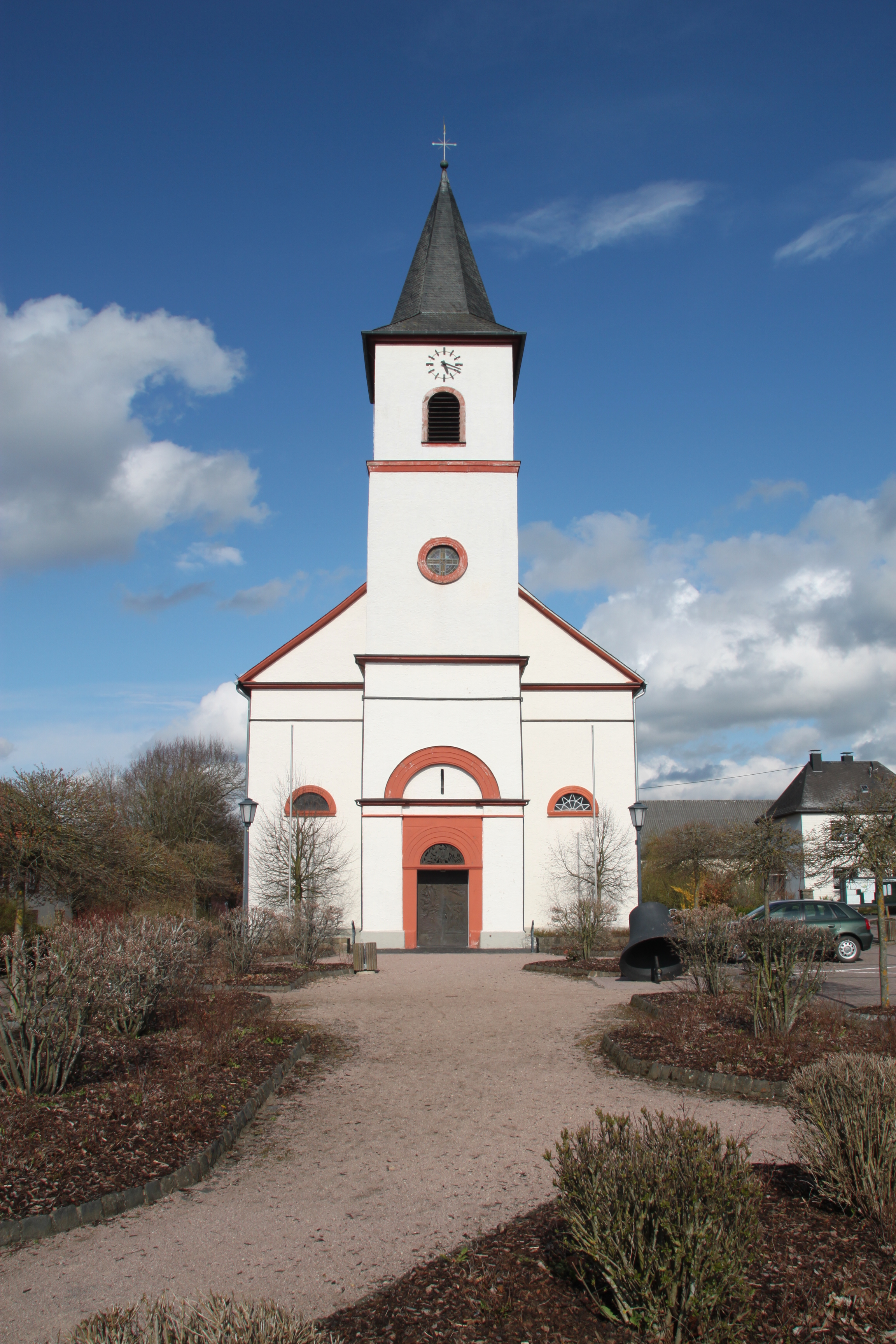
Üxheim, Pfarrkirche Maria Himmelfahrt

Üxheim ist eine Ortsgemeinde im Landkreis Vulkaneifel in Rheinland-Pfalz. Sie gehört der Verbandsgemeinde Gerolstein an. Der Ortsteil Niederehe ist staatlich anerkannter Erholungsort.

## Geographie

### Geographische Lage
Die Gemeinde liegt in der Hillesheimer Kalkmulde in der Vulkanischen Westeifel, einer von drei Teilregionen, in die sich die Vulkaneifel gliedert, an der Landesgrenze Rheinland-Pfalz zu Nordrhein-Westfalen. Ein großer Teil des Gemeindegebiets wird vom Ahbach zur Ahr hin entwässert.
Üxheim grenzt an die Gemeinden Blankenheim, Nohn, Bongard, Dreis-Brück, Oberehe-Stroheich, Kerpen (Eifel) und Wiesbaum.

### Gemeindegliederung
Üxheim besteht aus den Ortsteilen Üxheim, Ahütte, Leudersdorf (mit Flesten und Nollenbach), Niederehe und Heyroth. Die Orte Üxheim, Ahütte und Leudersdorf mit Flesten bilden die Pfarrei Üxheim. Man nennt sie zusammengefasst in der Gegend auch „Kijeschbel“ (Kirchspiel). Die Pfarrei Niederehe besteht aus den Orten Kerpen mit Loogh, Heyroth und Niederehe. Die historisch interessante Klosterkirche in Niederehe beherbergt eine der ältesten König-Orgeln.

## Geschichte
Üxheim wurde erstmals im Jahre 844 urkundlich erwähnt.
1175 wurde das Kloster Niederehe gegründet, das von Prämonstratenserinnen bewohnt wurde.
Das Dorf Üxheim gehörte bis Ende des 18. Jahrhunderts zur reichsunmittelbaren Herrschaft Kerpen, die im Besitz der Herzöge von Arenberg war. Die Inbesitznahme des Linken Rheinufers durch französische Revolutionstruppen beendete die alte Ordnung. Der Ort wurde von 1798 bis 1814 Teil der Französischen Republik (bis 1804) und anschließend des Französischen Kaiserreichs. Nach der Niederlage Napoleons kam Üxheim aufgrund der 1815 auf dem Wiener Kongress getroffenen Vereinbarungen zum Königreich Preußen und gehörte nun zum Kreis Daun des Regierungsbezirks Trier, der 1822 Teil der neu gebildeten preußischen Rheinprovinz wurde.
Als Folge des Ersten Weltkriegs war die gesamte Region dem französischen Abschnitt der Alliierten Rheinlandbesetzung zugeordnet. Nach dem Zweiten Weltkrieg wurde Üxheim innerhalb der französischen Besatzungszone Teil des damals neu gebildeten Landes Rheinland-Pfalz.
Die Gemeinde Üxheim wurde durch die Kommunalreform in Rheinland-Pfalz am 1. Januar 1968 aus den bis dahin selbständigen Gemeinden Leudersdorf, Niederehe und Üxheim-Ahütte neu gebildet. Die Gemeinde Heyroth wurde am 1. Februar 1968 eingemeindet.
Bevölkerungsentwicklung
Die Entwicklung der Einwohnerzahl von Üxheim bezogen auf das heutige Gemeindegebiet; die Werte von 1871 bis 1987 beruhen auf Volkszählungen:
| Jahr | Einwohner |
| ---- | --------- |
| 1815 | 812       |
| 1835 | 1114      |
| 1871 | 1155      |
| 1905 | 1127      |
| 1939 | 1299      |
| 1950 | 1388      |
| 1961 | 1452      |

| Jahr | Einwohner |
| ---- | --------- |
| 1970 | 1473      |
| 1987 | 1380      |
| 2005 | 1384      |
| 2010 | 1365      |
| 2015 | 1413      |
| 2017 | 1353      |
| 2022 | 1323      |

## Politik

### Gemeinderat
Der Gemeinderat in Üxheim besteht aus 16 Ratsmitgliedern, die bei der Kommunalwahl am 9. Juni 2024 in einer personalisierten Verhältniswahl gewählt wurden, und dem ehrenamtlichen Ortsbürgermeister als Vorsitzendem.
Die Sitzverteilung im Gemeinderat:
| Wahl | WGM 1 | WGH 2 | WGHw 3 | WGW 4 | WGR 5 | FWG 6 | Rätz 7 | WGS 8 | Gesamt   |
| ---- | ----- | ----- | ------ | ----- | ----- | ----- | ------ | ----- | -------- |
| 2024 | 4     | 6     | 5      | 1     | –     | –     | –      | –     | 16 Sitze |
| 2019 | 6     | –     | –      | –     | 5     | 3     | 2      | –     | 16 Sitze |
| 2014 | –     | –     | –      | –     | 5     | 3     | 3      | 5     | 16 Sitze |

### Bürgermeister
Thomas Heintz (WG Heintz) wurde am 23. Juli 2024 Ortsbürgermeister von Üxheim. Bei der Direktwahl am 9. Juni 2024 war er als einziger Bewerber mit einem Stimmenanteil von 90,4 % für fünf Jahre gewählt worden.
Sein Vorgänger Alois Reinarz hatte das Amt seit Juli 2004 inne und hatte bei der Wahl 2024 nicht erneut als Ortsbürgermeister kandidiert. Reinarzs Vorgänger Günter Endres hatte das Amt 15 Jahre ausgeübt, war 2004 aber nicht erneut angetreten.

### Wappen
| Wappen von Üxheim | Blasonierung: „Unter silbernem Schildhaupt mit rotem Zickzackbalken, von Rot über Silber schräglinks geteilt, oben 4 (3:1) goldene Mispelblüten mit blauem Butzen, unten ein schwarzer Rost.“ |
| Wappen von Üxheim | Wappenbegründung: Auf die Ritter von Kerpen, deren Wappen als regionales Geschlecht aufgenommen wurde, deutet der rote Zickzackbalken auf silbernem Grund hin. Die vier goldenen Mispelblüten auf rotem Grund stehen für die vier ehemals selbständigen Gemeinden Heyroth, Leudersdorf, Niederehe und Üxheim-Ahütte, die als Ortsteile die Ortsgemeinde Üxheim bilden. Die Mispelblüten sind dem Wappen der Grafen und Herzöge von Aremberg entlehnt, zu deren Herrschaft Kerpen die Ortsteile von Üxheim gehörten. Der schwarze Rost auf silbernem Grund ist das Attribut des heiligen Laurentius. |

## Kultur und Sehenswürdigkeiten

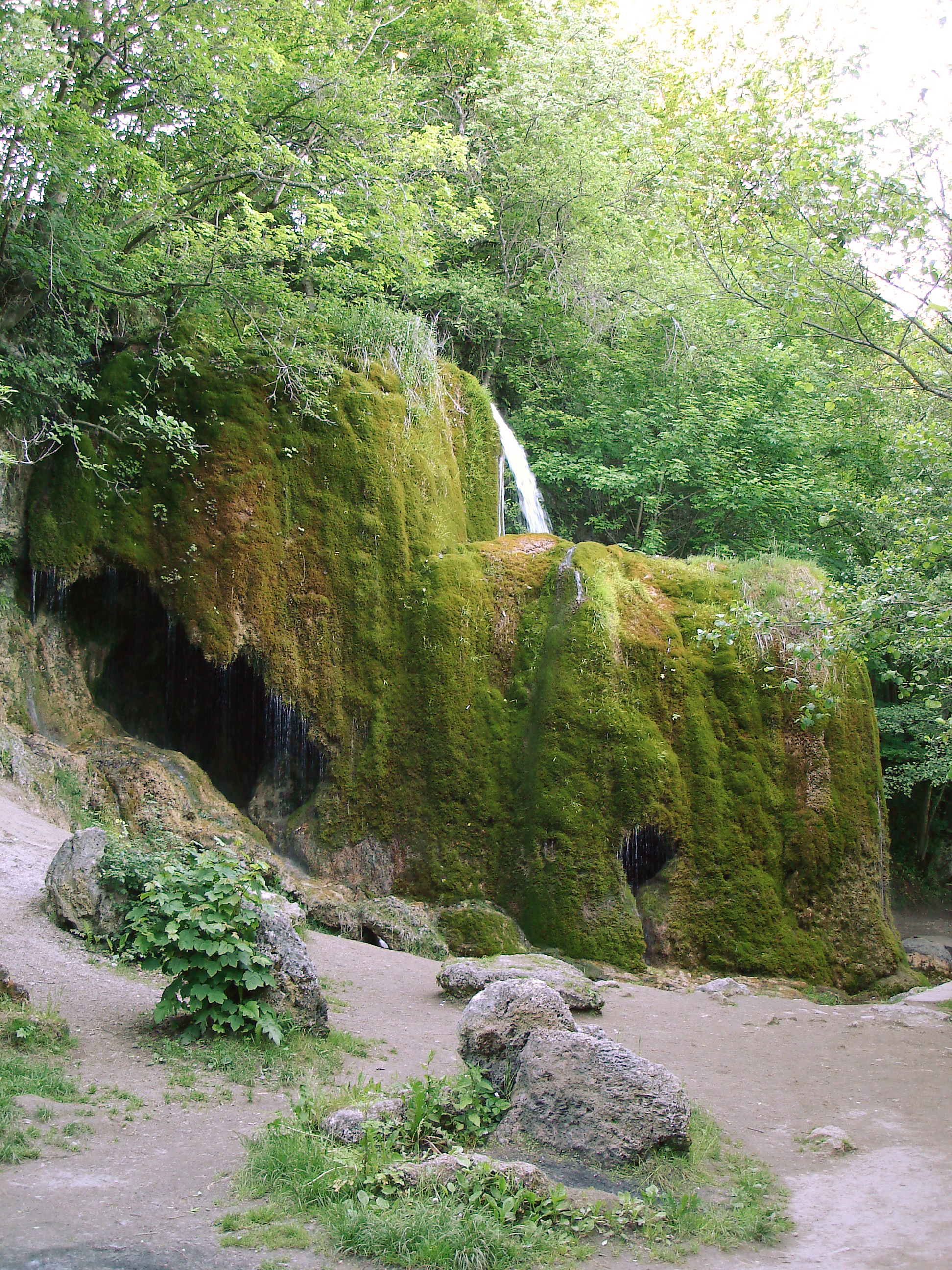
Naturdenkmal ND-7233-428 Dreimühlen-Wasserfall
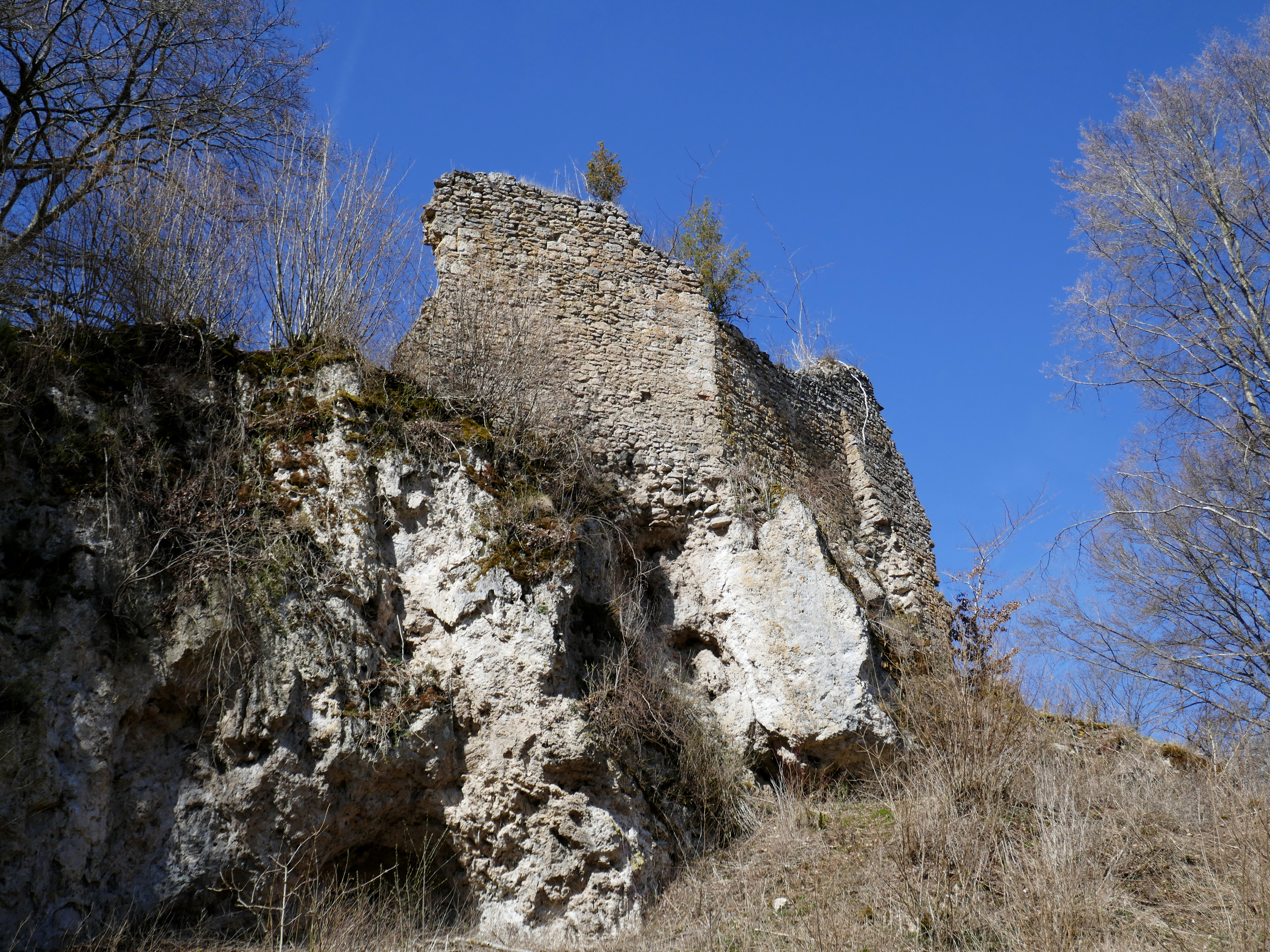
Kulturdenkmal Ruine Dreimühlen
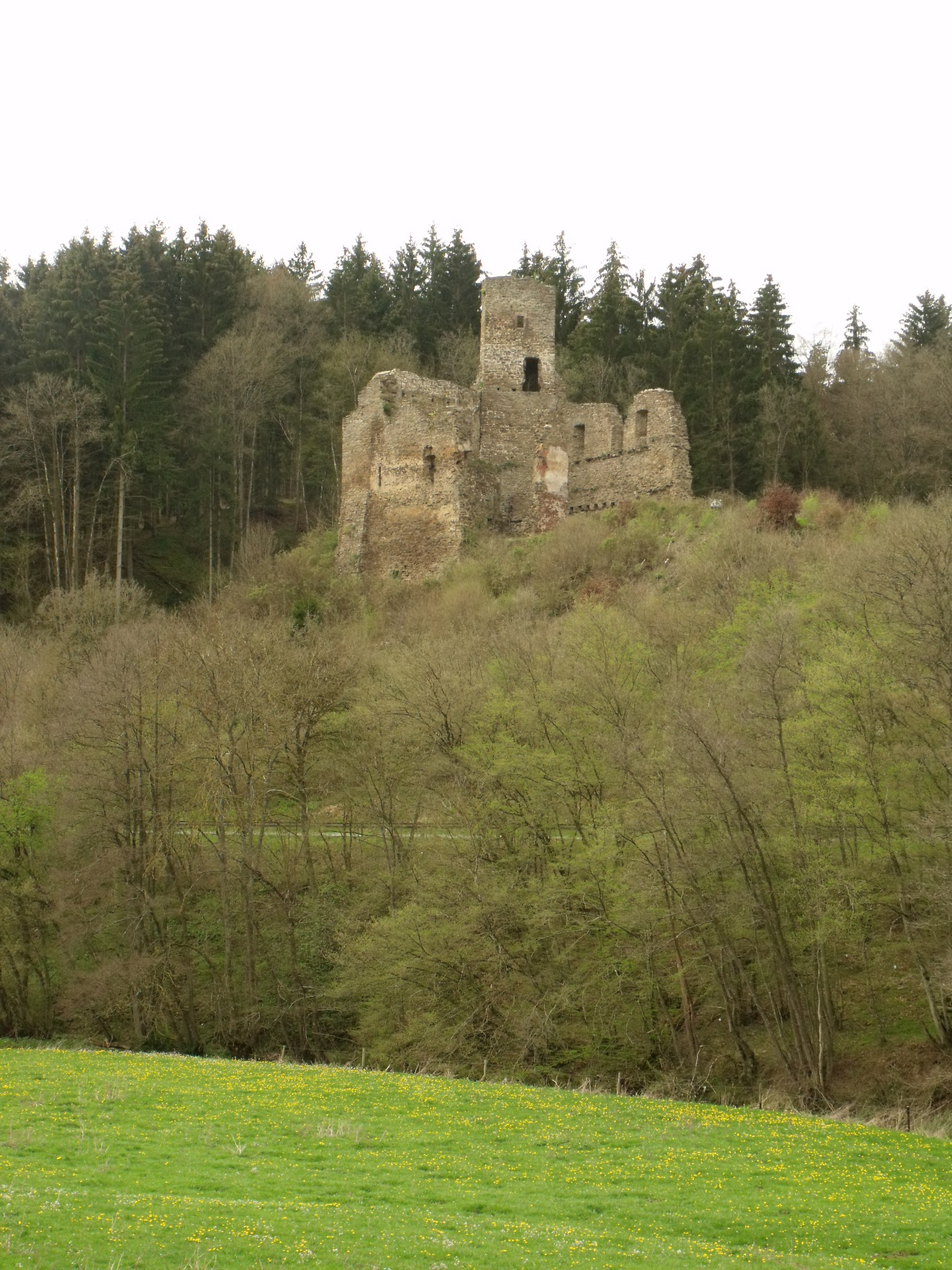
Kulturdenkmal Burg Neublankenheim
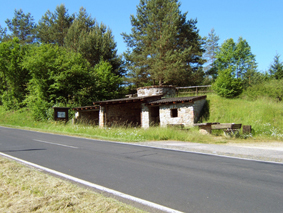
Kulturdenkmal Kalkofen bei Niederehe
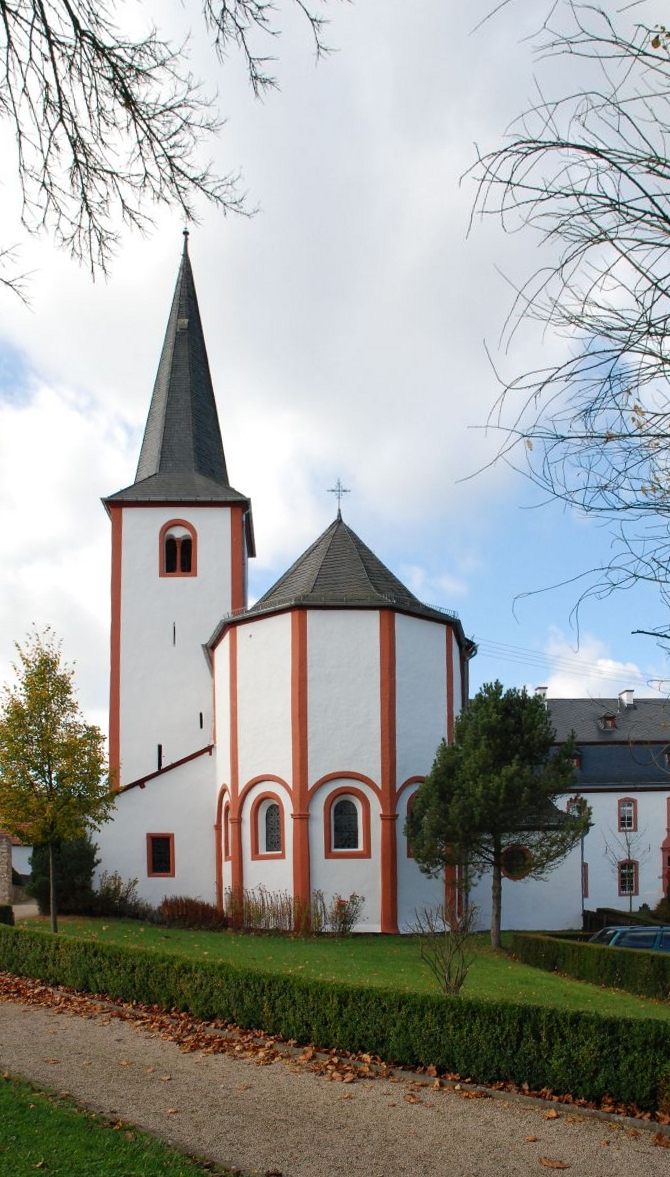
Kulturdenkmal Kloster Niederehe
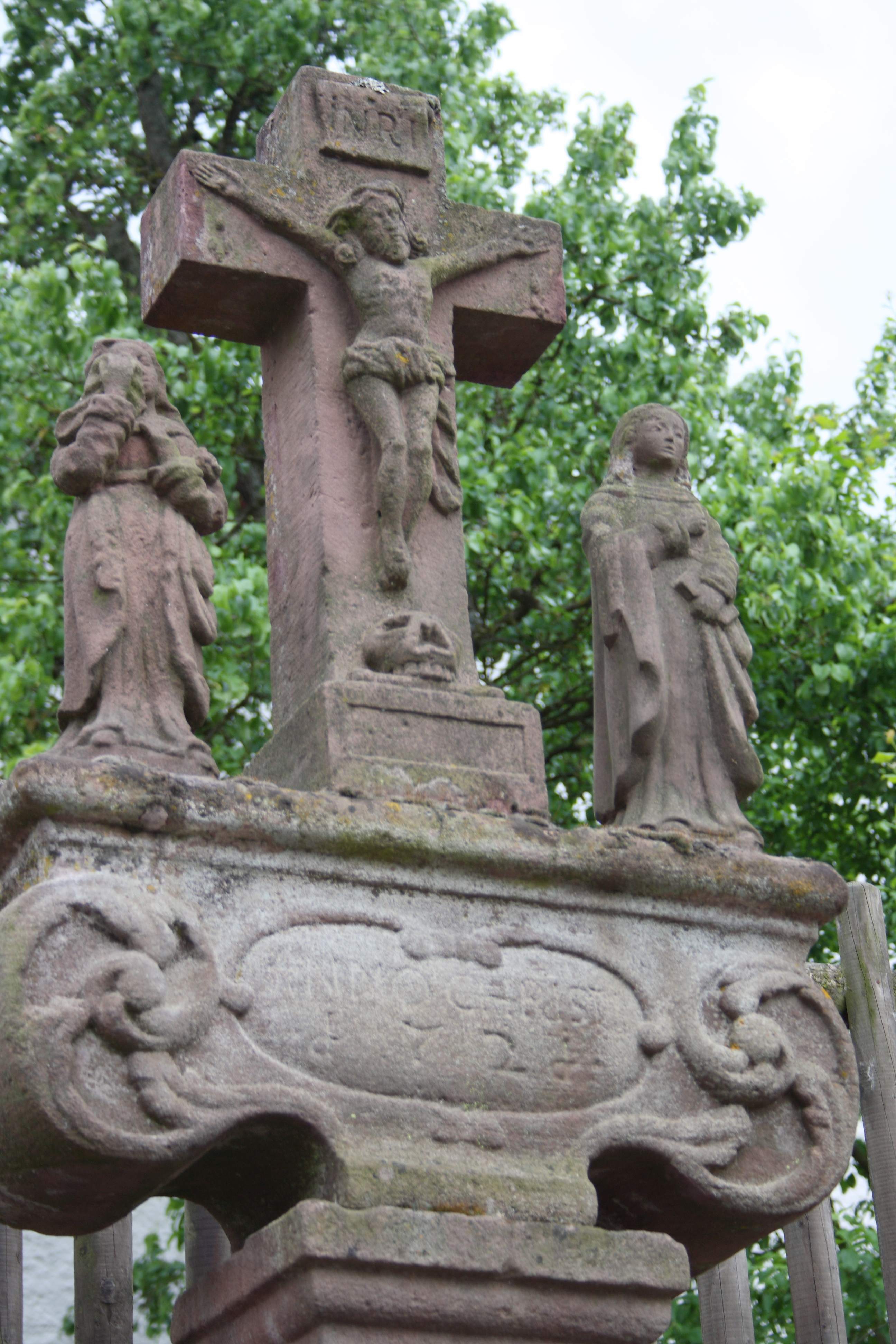
Kulturdenkmal barocker Bildstock Niederehe
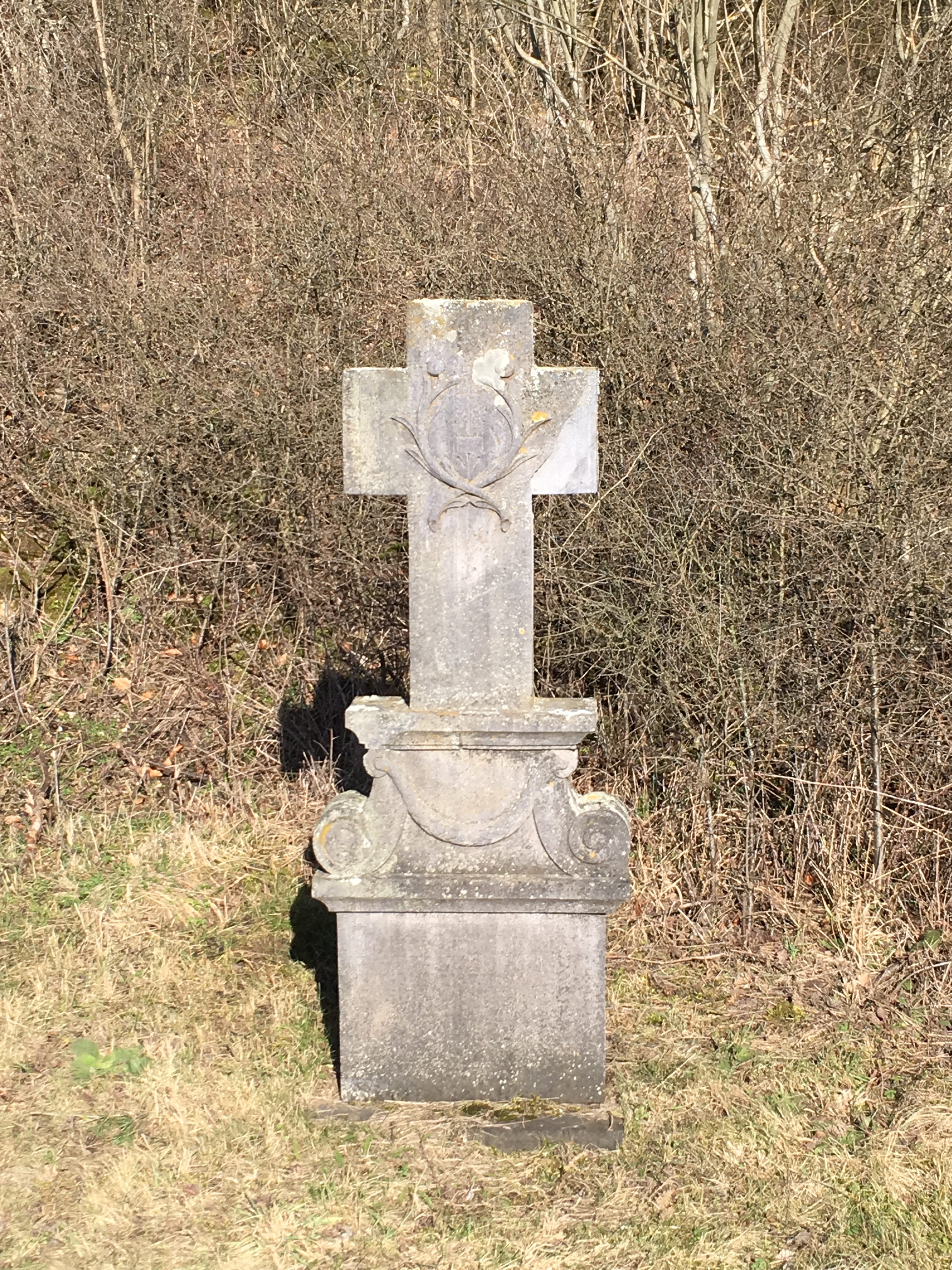
Kulturdenkmal Wegekreuz Niederehe

### Naturdenkmal Wasserfall Dreimühlen
Im Ahbachtal, 1,0 km von Ahütte und 2,8 km von Niederehe entfernt, liegt der Wasserfall Dreimühlen. Durch Verdunstung und Ablagerung im Moos bildet sich Kalksintergestein, das den Wasserfall um sechs bis acht Zentimeter pro Jahr wachsen lässt. Man erreicht das Naturdenkmal auf Wanderwegen sowie über die Mineralquellen-Route und den Kalkeifel-Radweg.

### Kalkofen
Ein restaurierter Kalkbrennofen findet sich an der Straße von Stroheich nach Nohn, etwa auf halber Strecke zwischen Niederehe und Nohn.

## Verkehr
Durch das Gebiet von Üxheim führte am Bahnhof Ahütte die inzwischen stillgelegte Bahnstrecke Dümpelfeld–Lissendorf ("Mittlere Ahrtalbahn").

## Persönlichkeiten
- Peter Anth (* 1745 Ahütte; † 1810 Köln), Pseudonym: Theodulphus Joseph van den Elsken, war Domprediger, Stiftsherr von St. Andreas (Köln) in Köln und Verfasser zahlreicher Streitschriften[14]
- Johann Jakob Schmitz (1755–1814), war Regierungsrat und Professor für Staatsrecht
- Thomas Dürr (* 1968 in Ditzingen), bekannt als Thomas D, deutscher Musiker der Gruppe Die Fantastischen Vier, wohnt in Heyroth[15]